# ریچهیل، شهرستان آرما
ریچهیل (به انگلیسی: Richhill) یک روستا در بریتانیا است. ریچهیل ۲٬۸۲۱ نفر جمعیت دارد.